# Lubickij
Lubickij (ros. Любицкий) – osiedle w Rosji, w obwodzie samarskim, w rejonie krasnoarmiejskim. W 2010 liczyło 402 mieszkańców.